# Liste von Pseudobasiliken
Die Liste von Pseudobasiliken ist aufgeteilt in:
- Liste der Pseudobasiliken in Deutschland > 280
- Liste der Pseudobasiliken in Österreich > 100
- Liste der Pseudobasiliken in der Schweiz ≥ 7
- Liste der Pseudobasiliken in Belgien ≥ 61
- Liste der Pseudobasiliken in Dänemark ≥ 14
- Liste der Pseudobasiliken in Finnland ≥ 6
- Liste der Pseudobasiliken in Frankreich > 1200
- Liste der Pseudobasiliken in der Republik Irland – 35
- Liste der Pseudobasiliken in Italien ≥ 17
- Liste der Pseudobasiliken in Lettland ≥ 9
- Liste der Pseudobasiliken in Litauen – 73
- Liste der Pseudobasiliken in den Niederlanden ≥ 24
- Liste der Pseudobasiliken in Polen ≥ 38
- Liste der Pseudobasiliken in Portugal – 22
- Liste der Pseudobasiliken in Schweden ≥ 20
- Liste der Pseudobasiliken in Spanien ≥ 51
- Liste der Pseudobasiliken im Vereinigten Königreich ≥ 1282
  - davon England ≥ 1157
- Liste von Pseudobasiliken – sonstige Staaten:
  - Rumänien ≥ 5
  - Slowenien ≥ 2
  - Tschechien ≥ 3